# پریپیات
پریپیات (به انگلیسی: Pripyat) (به روسی: Прип'ять) شهر متروکه‌ای در نزدیکی نیروگاه هسته‌ای چرنوبیل، واقع در استان کیف در شمال کشور اوکراین است. پریپیات در سال ۱۹۷۰ به عنوان محل اسکان کارکنان نیروگاه هسته‌ای چرنوبیل بنیان گذاشته شد. در سال ۱۹۷۹ رسماً به یک شهر تبدیل شد اما در سال ۱۹۸۶ در پی وقوع فاجعهٔ چرنوبیل تخلیه شد و به شهری متروکه بدل گشت. پریپیات نهمین شهر هسته‌ای شوروی پیشین بود و پیش از انفجار نیروگاه هسته‌ای چرنوبیل، پنجاه هزار نفر سکنه داشت. هم اکنون به شهر تاریخی و گردشگری تبدیل گشته است.

## پریپیات در رسانه
تا کنون در چندین کتاب، فیلم و بازی رایانه‌ای از پریپیات نام برده شده‌است، از جمله:
- در بازی استالکر: سایه چرنوبیل و استالکر: ندای پریپیات بازیکن می‌تواند در قسمت‌های مختلف شهر به گشت و گذار بپردازد.
- داستان دو مرحله از مراحل بازی ندای وظیفه ۴: جنگاوری نوین در شهر پریپیات می‌گذرد که در آن بازیکن در نقش یک تک تیرانداز ظاهر می‌شود. محیط شهر پریپیات در برخی از دیگر نسخه‌های این بازی مجدداً تکرار می‌شود.
- محیط بازی سبک بقا چرنوبیلایت در قسمت های مختلف این شهر و اطراف آن جریان دارد.
- قسمت‌هایی از فیلم‌های روزشمار چرنوبیل، سرزمین فراموشی، یک روز خوب برای جان‌سخت در پریپیات فیلمبرداری شده یا در فضای آن می‌گذرند.
- چندین فیلم مستند نظیر نبرد چرنوبیل، اسب سفید و سگ‌های رادیواکتیو پریپیات را به تصویر کشیده‌اند.
- در ۲۰۱۹ مینی‌سریالی با عنوان چرنوبیل (مینی‌سریال) (Chernobyl) توسط شبکه اچ‌بی‌او ساخته شده‌است ولی اکثر فیلم در لیتوانی پر شده که شبیه محیط پریپیات است.